# Mingalar Aviation Services
Mingalar Aviation Services (en birmano: မင်္ဂလာ လေကြောင်းပို့ဆောင်ရေးလုပ်ငန်း), anteriormente conocida como Air Kanbawza o Air KBZ, es una aerolínea birmana de propiedad privada con sede en Rangún. Se estableció en junio de 2010 como Air Kanbawza y se rebautizó oficialmente como Mingalar el 6 de enero de 2024.
La aerolínea inició operaciones con servicios regulares nacionales desde Rangún, Birmania, el 2 de abril de 2011. En 2015, Air KBZ comenzó a compartir códigos en vuelos internacionales con su socio Myanmar Airways International y, el 2 de diciembre de 2016, la propia Air KBZ se expandió internacionalmente y lanzó su primer servicio programado fuera de Birmania con vuelos que conectaban Rangúny Chiang Mai, en la vecina Tailandia.
En diciembre de 2023 KBZ completó su salida del Grupo KBZ. El 6 de enero de 2024, el nuevo propietario lanzó una iniciativa de renovación de marca y cambió el nombre de la aerolínea a Mingalar Aviation Services. b 

## Destinos
En agosto de 2024 opera vuelos regulares a los siguientes destinos:
| Países   | Destinos  | Aeropuertos                                          |
| -------- | --------- | ---------------------------------------------------- |
| Birmania | Bagan     | Aeropuerto Nyaung U                                  |
| Birmania | Dawei     | Aeropuerto de Dawei                                  |
| Birmania | Heho      | Aeropuerto de Heho                                   |
| Birmania | Kawthaung | Aeropuerto de Kawthaung                              |
| Birmania | Kengtung  | Aeropuerto de Kengtung                               |
| Birmania | Kyaukpyu  | Aeropuerto de Kyaukpyu                               |
| Birmania | Lashio    | Aeropuerto de Lashio                                 |
| Birmania | Mandalay  | Aeropuerto Internacional de Mandalay (hub principal) |
| Birmania | Myitkyina | Aeropuerto de Myitkyina                              |
| Birmania | Putao     | Aeropuerto de Putao                                  |
| Birmania | Rangún    | Aeropuerto Internacional de Rangún (hub secundario)  |
| Birmania | Sittwe    | Aeropuerto de Sittwe                                 |
| Birmania | Thandwe   | Aeropuerto de Thandwe                                |
| India    | Imfal     | Aeropuerto de Imfal (chárter)                        |

### Acuerdos de código compartido
- Myanmar Airways International

## Flota
Mingalar Aviation Services opera las siguientes aeronaves:
| Aeronaves | En servicio | Pedidos | Pasajeros (clase única)                           | Matrículas                                        | Antigüedad                                        |
| --------- | ----------- | ------- | ------------------------------------------------- | ------------------------------------------------- | ------------------------------------------------- |
| ATR 72    | 4           | —       | 68                                                | XY-AJJ                                            | 11,3 años                                         |
| ATR 72    | 4           | —       | 68                                                | XY-AMA                                            | 10 años                                           |
| ATR 72    | 4           | —       | 68                                                | XY-AJW                                            | 9,7 años                                          |
| ATR 72    | 4           | —       | 68                                                | XY-AMF                                            | 8,1 años                                          |
| Total     | 4           | —       | Edad media de la flota (agosto de 2024): 9,8 años | Edad media de la flota (agosto de 2024): 9,8 años | Edad media de la flota (agosto de 2024): 9,8 años |